# Josep Lladó Arnal
Josep Lladó Arnal (Argentona 1961). Fill del poeta Josep Lladó i Pascual. Cantautor, pianista i productor musical. Va cursar estudis de piano clàssic al Conservatori Superior de Música del Liceu i jazz amb el mestre Francesc Burrull i Ill.

## Carrera professional
A principis dels anys 80 col·labora com a pianista amb diferents artistes de l'escena musical de Barcelona com Guillermina Motta, Marina Rossell o Gato Pérez. Aquest darrer, l'introdueix al món de la Rumba catalana, gènere musical que serà una constant durant tota la seva carrera .Col·labora al 1986 com a pianista i actor a l'obra de teatre “Don Tiago i el seu vol” amb Ovidi Montllor i Alfred Lucchetti i crea al 1989 la música per a l'espectacle de dansa “Funcions complexes” de la Coreògrafa Maria Rovira.
A finals d'aquesta dècada inicia la seva activitat com a productor musical, tasca que el portarà a crear al 1992 l'estudi d'enregistrament i segell discogràfic Sota la Palmera. A partir de 1990 col·labora com a A&R amb el segell discogràfic Divucsa. Des de llavors fins ara ha produït discos amb artistes com Rita Pavone, Salomé, Karina, Gillermina Motta, Lorenzo Santamaría, Los Amaya, Lax'n Busto, Marfil, Gato Pérez, Ai Ai Ai, Wagner Pá, Joana de Diego, La Màlaga, Naraina, i La Malinche.
Des del principi dels anys 90 ha dedicat part de la seva producció a crear bandes sonores televisió, especialment per al públic infantil, entre les quals destaquen “Les Tres Bessones” amb la il·lustradora Roser Capdevila. Arran d'aquesta producció estableix una col·laboració amb la productora audiovisual Cromosoma amb qui crearà música per a diferents sèries com Juanito Jones, Pipskeak, o La Bruixa Avorrida entre d'altres. Simultàniament compon per al programa Los Algos de Gestmusic Endemol.
L'any 1991 crea juntament amb Rafalito Salazar i Sicus Carbonell el grup de Rumba Catalana AI AI AI amb qui tindrà una activitat prolífica durant més de vint-i-cinc anys, tant a l’estudi com als escenaris. Simultàniament publica diferents discos instrumentals en solitari dins l'àmbit de la música electrònica: Fête, Two Rivers, One World i Terracelimar. Nombrosos tracks d'aquestes referències han estat inclosos als recopilatoris més prestigiosos del gènere com Café del Mar.
L'any 2009 publica “Andar contigo”, un conjunt de cançons en què l'autor projecta el dol per la pèrdua de la seva esposa, en què participen diferents cantants com, Sicus Carbonell, Domin Rodríguez, Cathy Claret, Raimundo Amador, Luis Eduardo Aute o Wagner Pa.
El 2016 inicia el seu camí com a cantautor amb el disc “Després de la rumba”al qual seguirà “Paisatges retrobats” (2018) i "Les petites certeses" (2021). El 2017 compon la banda sonora de la pel·lícula de Fernando Simarro “Cosmètica terror”. El 21018 crea el grup “La rumba blanca” al costat de Carlitos Miñarro. El 2019 publica el llibre “Componer canciones para dialogar con tu mundo” amb l'editorial Amat on comparteix amb el lector les seves experiències com a compositor.
El 2022 publica l'àlbum “Remolcadors entre la boira” amb Cristina Àlvarez Roig. Inspirat en poemes de Joan Margarit. Al 28 de novembre del 2022 participa al vuitè concert solidari de la Fundación Voces Compon l'himne del centenari del FC Argentona. Col·labora com a pianista amb el grup Los Manolos. El 2023 prepara el projecte educatiu “La feixa dels cançonaires”.

## Discografia

### AmbAi Ai Ai
- Això brama (1992)
- Neguits, angúnies i forats (1994)
- El temps de Sefalina Kaolin (1996)
- Esperit de vi (1998)
- Les millors cançons del mil·lenni passat (2007)
- Lo més gran del món! (2008)

### En solitari
- FETE (2003
- Two rivers, one world (2005)
- Andar contigo (2010)
- Després de la rumba (2016)
- Paisatges retrobats (2018)
- Les petites certeses (2021)

## Llibres
- Componer canciones para dialogar con tu mundo (2019)